# Karlskoga flygplats
Karlskoga flygplats (IATA: KSK, ICAO: ESKK) är en före detta regional flygplats, cirka 3 km nordväst om Karlskoga i Örebro län.

## Historik
Ursprungligen var flygplatsen ett sportflygfält, som byggdes ut i olika omgångar.
Fram till december 1991 bedrevs linjetrafik till Stockholm-Arlanda och under 1980-talet även linjetrafik till Bromma, Oslo och Köpenhamn. Linjetrafiken upphörde vid flygplatsen i samband med att Bofors flyttade sin trafik till Örebro flygplats, vilken ligger cirka 33 km öster om Karlskoga.
År 2009 sade Karlskoga kommun upp kontraktet med Stiftelsen Karlskoga flygplats, som hade drivit flygplatsen sedan mitten på 1990-talet. och på slutet hade ett bidrag på 550 000 kronor per år
Flygplatsen blev allmänflygplats år 2010 när instrumentlandningsutrustningen stängdes av. Ett antal privatpersoner bildade 2011  Karlskoga Flygplats AB för driften av flygfältet.
Idag finns det huvudsakligen två flygklubbar med flygplatsen som hemmabas, Karlskoga Motorflygklubb och Karlskoga Segelflygklubb.
Med jämna mellanrum anordnas även andra, icke-flygrelaterade aktiviteter på flygplatsen, t.ex. mässor, utbildning av ambulanspersonal och provkörning av bilar, varför flygande besökare som önskar landa på flygplatsen måste få ett förhandstillstånd (PPR) att få utnyttja landningsbanan. 